# Keiper

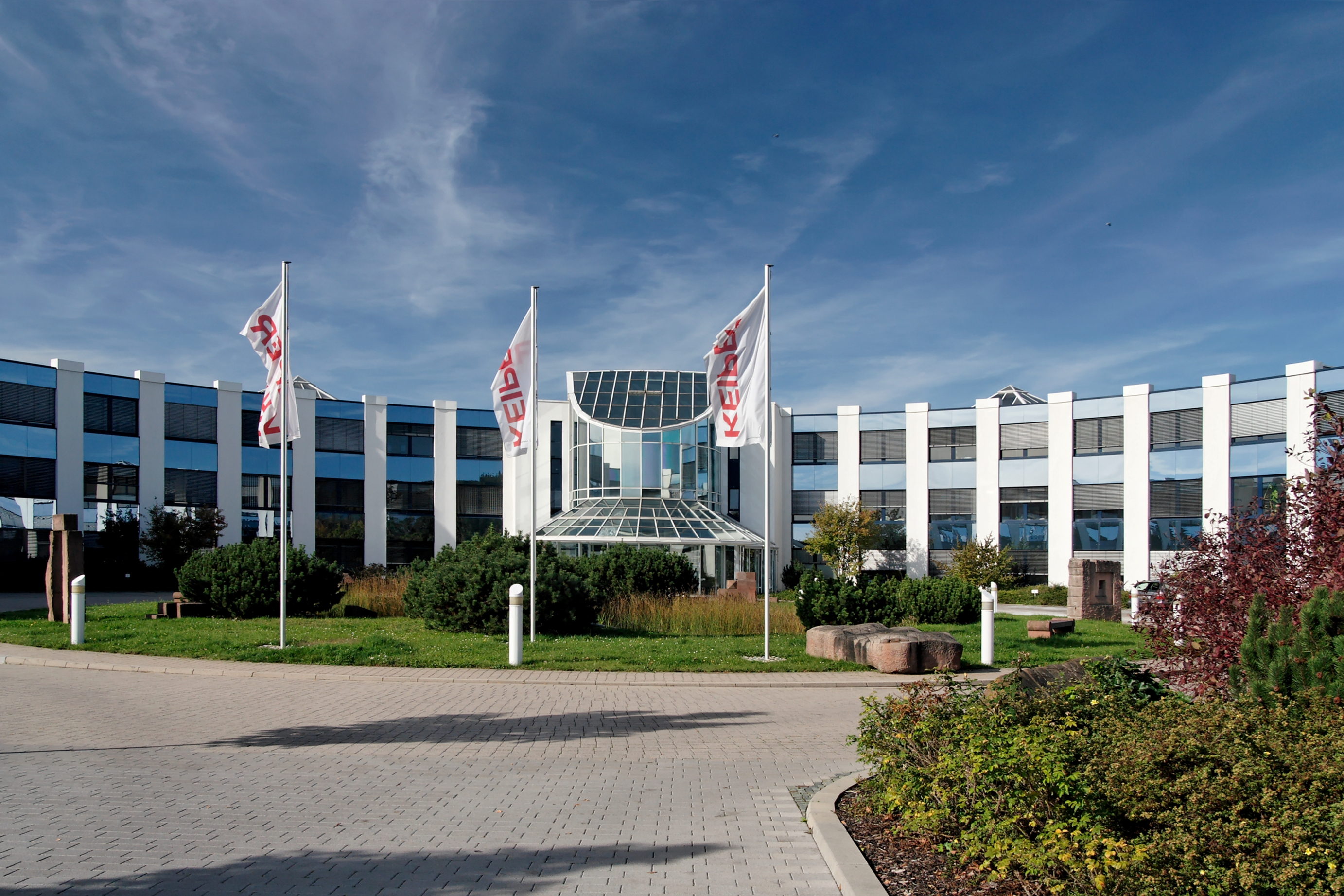
Keiper, Technisches Zentrum – Kaiserslautern

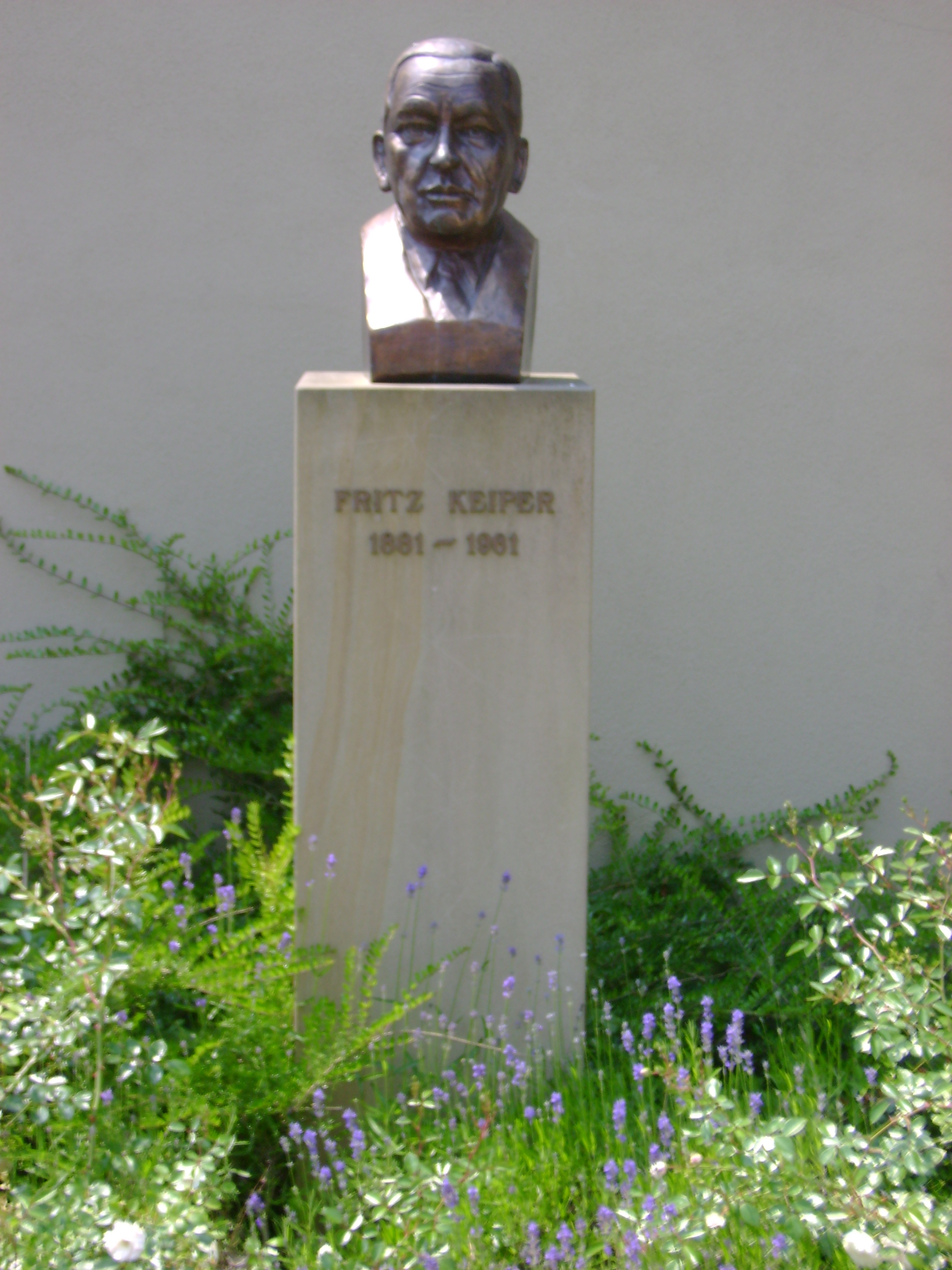
Büste des Firmengründers Fritz Keiper neben seinem Geburtshaus in Obermoschel

Die Keiper GmbH & Co. KG war ein deutscher Automobilzulieferer mit Sitz in Kaiserslautern. Keiper entwickelte und produzierte Sitzkomponenten und multifunktionale Sitzstrukturen aus Metall für Automobilhersteller und deren Systemlieferanten. Keiper wurde 2010 eine Tochterfirma von Johnson Controls. Inzwischen ging Keiper nach erneutem Verkauf in das Unternehmen Adient ein.

## Firmengeschichte
Fritz Keiper gründete das Unternehmen 1920 im bergischen Remscheid unter dem Namen Fritz Keiper Verdeck- und Beschlagfabrik. Der gelernte Hufschmied machte sich in den ersten Jahrzehnten einen Namen mit Lösungen für Verdecke von Fahrzeugkarosserien. 1937 schaffte er mit seinem „Patent-Keiper-Schlafsitzbeschlag“ den Durchbruch: Mit dieser Nachrüst-Lösung ließ sich erstmals die Lehne eines Fahrzeugsitzes individuell einstellen.
1983 fusionierte das Unternehmen mit dem baden-württembergischen Fahrzeugsitzhersteller Recaro und firmierte bis 1997 unter dem Namen Keiper Recaro GmbH & Co. Im Jahr 1997 wurden vier rechtlich und wirtschaftlich eigenständige Spartengesellschaften geschaffen. Die Just-in-time-Sparte Keiper Car Seating wurde 1998 an das US-Unternehmen Lear Corporation verkauft, das damit seine Präsenz als europäischer Automobilzulieferer möglich machte. Die drei verbleibenden Unternehmen waren auf unterschiedlichen Geschäftsfeldern aktiv: Keiper mit Sitzkomponenten, Sitzstrukturen und Entwicklungsdienstleistungen für Automobilhersteller und deren Zulieferer (für PKW und für Nutzfahrzeuge); Recaro mit Fahrzeugsitzen (Recaro Automotive Seating) für den Erstausrüstungs- und den Nachrüstmarkt (inklusive Kindersitzen; Marken Keiper und Storchenmühle), sowie Recaro Aircraft Seating mit Sitzen für Flugzeuge. Alle firmierten mit dem Namen Keiper Recaro Group unter dem Dach der Putsch GmbH & Co. KG mit Sitz in Kaiserslautern. Keiper beschäftigte 2008 weltweit rund 6.150 Mitarbeiter an 19 Standorten in Nord- und Südamerika, Europa und Asien. Im Geschäftsjahr 2008 erzielte Keiper weltweit einen Umsatz von 808,6 Mio. Euro.
Ende 2010 wurde die Unternehmensgruppe an den US-amerikanischen Automobilzulieferer Johnson Controls veräußert. Die Bereiche Kindersitze und RECARO Aircraft Seating waren davon nicht betroffen.
Anfang 2015 wurde das Südamerika-Geschäft mit drei Standorten in Brasilien mit rund 1.000 Mitarbeitern an Prevent DEV verkauft. Damit hat sich die Putsch Holding weltweit von allen Keiper-Beteiligungen getrennt.

## Produkte
Kernprodukte von Keiper sind standardisierte Sitzlehneneinsteller und weitere Einstellkomponenten rund um den Fahrzeugsitz. Darüber hinaus zählen komplette Sitzstrukturen für Vordersitze sowie Fondanlagen mit multifunktionalen Lösungen zur Produktpalette. Zudem bietet 'Keiper Engineering' Entwicklungsdienstleistungen für komplette Sitzsysteme im Vordersitz- und Fondbereich an. 2007 ist Keiper in das Nutzfahrzeuggeschäft eingestiegen.

## Standorte
Das Unternehmen ist weltweit mit insgesamt 20 Entwicklungs-, Vertriebs- und Produktionsstandorten präsent.
- Nordamerika: Battle Creek Mich.,Troy & Eldon (USA), London (Kanada)
- Südamerika: São Paulo, Curitiba (Brasilien), Mauá (Brasilien)
- Europa: Kaiserslautern (Firmensitz und Entwicklungszentrum), Gifhorn, Mannweiler-Cölln, Remscheid, Rockenhausen, Kirchheim unter Teck (Deutschland), Birmingham (Großbritannien), Świebodzin und Skarbimierz (Polen), Saragossa (Spanien)
- Asien: Shanghai (China), Yokohama (Japan), Pune (Indien)